# Raymonda Vergauwen
Raymonda Elisa Florentina Vergauwen (Sas van Gent, 15 maart 1928 – aldaar, 5 april 2018) was een Nederlands-Belgisch zwemster.

## Biografie
Vergauwen, in het bezit van een Belgisch paspoort dankzij haar vader - een Belg, leerde op zevenjarige leeftijd zwemmen in het kanaal van Sas van Gent. Ze mocht van haar vader echter pas lid worden van de plaatselijke zwemvereniging als ze haar mulodiploma had gehaald. Vergauwen deed op 3 juli 1944 in Goes met succes examen - twee maanden voordat Sas van Gent bevrijd werd - en direct daarna werd ze lid. Vergauwen was een natuurtalent. De Sasser zwemmer en waterpoloër Johan van de Steen wist haar zover te krijgen dat ze in België ging zwemmen. Van 1949-1953 verbeterde ze meermalen de Belgische records op de schoolslag. Aangezien er weinig Belgische topzwemmers waren, werd Vergauwen voor België afgevaardigd naar de internationale zwemtoernooien. Ze won goud op de Europese kampioenschappen zwemmen 1950 op de 200 meter schoolslag, maar bleef steken in de voorronden van diezelfde afstand op de Olympische Zomerspelen 1952 in Helsinki.
Ze stopte in 1960, na de Belgische kampioenschappen, met haar topsport zwemcarrière. In 1962 werd Vergauwen opgenomen als lid van verdienste van de Koninklijke Belgische Zwembond. Vergauwen was jurylid voor enkele zwemwedstrijden tijdens de Olympische Zomerspelen 1984 in Los Angeles. Ze overleed in 2018 op 90-jarige leeftijd.

## Erelijst
- Europese kampioenschappen zwemmen 1950, 200 meter schoolslag, 3.00,1

## Belgische kampioenschappen
Langebaan
| Onderdeel        | Jaar                               |
| ---------------- | ---------------------------------- |
| 200 m schoolslag | 1949, 1950, 1951, 1952, 1953, 1955 |